# Fernando Cuéllar
Pour les articles homonymes, voir Cuéllar (homonymie).
Fernando Cuéllar Ávalos (Moquegua, 27 août 1945 – Lima, 5 novembre 2008) est un footballeur et entraîneur péruvien qui évoluait au poste de défenseur.

## Biographie

### Carrière de joueur
Surnommé El Gato (« le chat »), Fernando Cuéllar a pratiquement joué durant toute sa carrière à l'Universitario de Deportes de Lima où il forma la charnière centrale du club avec Héctor Chumpitaz. Il y est sacré champion du Pérou à trois reprises (voir palmarès) et atteint la finale de la Copa Libertadores en 1972. Après onze ans (de 1969 à 1980) passés dans le club, il termine sa carrière en 1981 au León de Huánuco en faisant office d'entraîneur-joueur.
International péruvien du début des années 1970 (1971-1975), il compte neuf sélections à son actif (aucun but marqué).

### Carrière d'entraîneur
Entraîneur de bon nombre de clubs au Pérou, Cuéllar a l'occasion de remporter le championnat local deux fois, d'abord avec le Deportivo San Agustín en 1986, puis quatre ans plus tard à la tête de son ancien club de joueur, l'Universitario de Deportes. Entretemps, il dirige l'équipe du Pérou à la Copa América en 1987 en Argentine. Son équipe, bien qu'éliminée dès le 1er tour, frappe un grand coup en tenant en échec l'Albiceleste de Maradona (1-1) au Stade Monumental de Buenos Aires, lors du match inaugural de la compétition.
Le dernier club qu'il dirige en première division est l'Universidad San Martín de Porres en 2004 avant de tenter deux expériences en 2e division avec l'Universidad San Marcos en 2005 et La Peña Sporting l'année suivante.

### Décès
Atteint d'une tumeur cérébrale, Fernando Cuéllar s'éteint le 5 novembre 2008 à Lima.

## Palmarès

### Palmarès de joueur
Universitario de Deportes
- Championnat du Pérou (3) :
  - Champion : 1969, 1971 et 1974.
- Copa Libertadores :
  - Finaliste : 1972.

### Palmarès d'entraîneur
| Deportivo San Agustín - Championnat du Pérou (1) : - Champion : 1986. |  | Universitario de Deportes - Championnat du Pérou (1) : - Champion : 1990. |